# Liste der Kulturdenkmäler in Schwalmstadt
Aufgrund ihrer Größe ist die Liste der Kulturdenkmäler in Schwalmstadt nach Ortsteilen aufgeteilt:
- Liste der Kulturdenkmäler in Allendorf an der Landsburg
- Liste der Kulturdenkmäler in Ascherode (Schwalmstadt)
- Liste der Kulturdenkmäler in Dittershausen (Schwalmstadt)
- Liste der Kulturdenkmäler in Florshain
- Liste der Kulturdenkmäler in Frankenhain (Schwalmstadt)
- Liste der Kulturdenkmäler in Michelsberg (Schwalmstadt)
- Liste der Kulturdenkmäler in Niedergrenzebach
- Liste der Kulturdenkmäler in Rommershausen
- Liste der Kulturdenkmäler in Rörshain
- Liste der Kulturdenkmäler in Treysa
- Liste der Kulturdenkmäler in Trutzhain
- Liste der Kulturdenkmäler in Wiera (Schwalmstadt)
- Liste der Kulturdenkmäler in Ziegenhain (Schwalmstadt)